# Julianalaan 32 (Soest)
Julianalaan 32 is een gemeentelijk monument in Soest in de provincie Utrecht.
De villa uit 1909 staat op een lichte verhoging en werd rond 2000 uitgebreid aan de rechterzijde. De ingang bevindt zich aan de voorzijde. Tegen het bepleisterde huis staat links een serre met roeden bovenlichten. Aan de straatzijde zijn twee dakkapellen geplaatst; de linker heeft balkondeuren met een roeden bovenlicht.